# マティアス・バルガス
マルティン・マティアス・エセキエル・バルガス  ,  （Martín Matías Ezequiel Vargas  ,  1997年5月8日 - ）は、アルゼンチン・サルタ州サルタ出身のプロサッカー選手。元アルゼンチン代表。ファティフSC所属。ポジションはFW。

## 来歴
2015年にCAベレス・サルスフィエルドでプロデビュー。プロ3年目の2016-17シーズンから出場機会が増え、先発に定着。以降チームの中心選手に成長した。
2019年7月14日、RCDエスパニョールと5年契約を締結したことが発表された。
2021年8月25日、アダナ・デミルスポルに買取オプション付きのローン移籍で加入したことが発表された。
2022年8月24日、上海海港足球倶楽部に移籍した。
2025年1月8日、ファティフSCに移籍した。

## アルゼンチン代表
2018年9月8日のグアテマラ戦で、アルゼンチン代表デビューを果たした。